# Statsstøtte
Statsstøtte er i daglig tale økonomiske ydelser fra staten, for eksempel økonomisk støtte til organisationer, politiske partier eller selskaber, eller overførsler eller stipendier til enkeltpersoner. Indenfor EU-retten har det en mere specialiseret og veldefineret betydning.

## Statsstøtte i EU-retten
I juridiske sammenhænge har 'statsstøtte' en snævrere betydning end i dagligtale. Meget ofte tages der udgangspunkt i EU's definition af statsstøtte, som er et veldefineret begreb indenfor EU-retten for offentlige subsidier til næringsvirksomhed. Statsstøtte er ifølge EU-retten og EØS-aftalerne som udgangspunkt forbudt. Samtidig indeholder EU-retten dog en række undtagelser fra forbuddet.
Forbuddet mod at give statsstøtte retter sig ikke bare imod statslige myndigheder, men alle offentlige myndigheder. Det omfatter dermed også blandt andet kommuner. Statsstøtte omtales derfor sommetider som "offentlig støtte" for at fremhæve dette.

### Statsstøttereglernes formål
EU's statsstøtteregler har som hovedformål at sikre lige konkurrencevilkår mellem virksomheder i EU og i en række tilfælde EØS og at beskytte medlemsstaterne imod, at samhandelen forstyrres af subsidier. Reglerne har været en del af EU-samarbejdet fra starten. Statsstøttereglerne er blandt de centrale regler for EU's indre marked. Det ville være vanskeligt at få et sådant fælles indre marked til at fungere, hvis hver enkelt medlemsstat frit kunne subsidiere sit eget erhvervsliv. Dette ville i så fald kunne føre til skadelige subsidiekapløp og svække den samlede produktivitet.

### Hvilke offentlige tiltag er statsstøtte
For at et tiltag skal anses for at være statsstøtte i EU's forstand, følger det af EU-reglerne, at seks vilkår skal være opfyldt. Hvis et eller flere af vilkårene ikke er opfyldt, anses tiltaget ikke for at være statsstøtte:
- Støtten skal være givet af staten eller af statsmidler
- Modtageren skal være et eller flere foretagender, som udøver en økonomisk aktivitet
- Tiltaget skal begunstige enkelte virksomheder (være selektivt)
- Tiltaget skal indebære en økonomisk fordel for modtageren
- Tiltaget skal forstyrre eller true med at forstyrre konkurrencen
- Tiltaget skal være egnet til at påvirke samhandelen

Den mest almindelige form for statsstøtte er økonomiske overførsler til et eller nogle få udvalgte virksomheder. Formen på tiltaget er imidlertid ikke afgørende. Alle tiltag, som er af lignende art og har samme virkning som et subsidie, omfattes af statsstøttebegrebet. Derfor kan også eksempelvis tiltag som skattefradrag rettet imod udvalgte virksomheder eller det offentliges køb af varer eller tjenester til klar overpris anses for at være statsstøtte.

### EU's statsstøtteregler i den danske centraladministration
I det danske Erhvervsministeriums departement er der oprettet et særligt statsstøttesekretariat, der skal rådgive andre myndigheder om forhold relateret til EU-reglerne.